# 근우회
근우회(勤友會)는 일제강점기 중반에 조직된 여성 단체이다. 1927년 한국의 여성운동가들이 좌우를 초월하여 설립한 단체이며 신간회의 외곽 지원 단체였다. 김활란, 고황경, 박차정, 정칠성, 박순천 등이 주동 인물이었다. 근우회는 충청남도 대표 조직이었다.

## 결성
조선 여성의 단결을 도모하며 여성운동을 효율적으로 통합하기 위해 결성되었다. 좌파와 우파합작의 여성 단체로 신간회와는 자매 단체 성격이다. 1927년 5월 27일에 조선여자기독교청년회연합회 강당에서 창립총회를 열고 여성계의 민족유일당으로 출범하였다. 조선여자기독교청년회연합회의 유각경, 교육인인 차미리사, 김활란, 황신덕, 언론인 최은희, 조선불교여자청년회의 김일엽, 김광호, 사회주의 계열 항일운동가인 정칠성, 의사인 유영준 등이 참여하여 각계각층의 여성 인사가 망라되었다.
근우회는 협동전선의 내부 조직이 아니라 여성들만 따로 묶어 별도의 조직체를 세우는 방식으로 결성되었는데, 이때문에 사회주의 계열에서는 근우회를 과도적 형태의 단체로 파악했다.

## 목표 및 활동
근우회의 목표는 '조선 여성의 지위 향상을 도모한다'는 것이었다. 근우회는 선언문을 통해 조선 여성의 지위가 불리한 이유로 구시대의 봉건적 유물과 현대의 모순 두 가지를 들었다. 구체적인 운동방향으로는 1) 여성에 대한 사회적·법률적 일체 차별 철폐, 2) 봉건적 민습과 미신타파, 3) 조혼폐지 및 결혼의 자유, 4) 인신매매 및 공창폐지, 5) 농민부인의 경제적 이익 옹호, 6) 부인노동의 임금차별 철폐 및 산전산후 임금지불, 7) 부인 및 소년공의 위험노동 및 야업폐지를 들었다. 근우회의 활동시기는 초기, 중기, 후기로 구분된다. 창립 후 1928년까지 야학설립, 강연회 등을 통한 애국계몽 운동 시기이다. 여성들의 문맹률이 높던 시기라서 문맹퇴치를 위한 단기 교육에 힘을 쏟았다. 1928년 초부터 1930년 초까지는 사회주의 계열이 주류로 자리잡아 정치적 이념화를 추구하였다. 1930년 초부터 이듬해 해체될 때까지인 후반기에는 활동이 급격히 침체되었다.

## 해체
1931년 1월에 신간회 일부 지부가 해소를 결의하면서 근우회의 활동에도 영향을 주었다. 일본 제국의 탄압이 잇따랐으며, 계급 투쟁을 통한 민중 해방을 주장하는 사회주의와 교육활동을 통한 민중 계몽을 주장하는 기독교가 혼재된 근우회의 구성도 근우회가 근본적인 한계에 부딪히게 했다. 결국은 중후반기 활동을 주도하던 사회주의 계열의 이탈로 근우회는 1931년에 해체되었다.

## 같이 보기
| - 신간회 - 신민회 - 삼월회 - 차미리사 - 고황경 - 김활란 - 나혜석 - 이완구 - 박순천 - 황신덕 - 최은희 - 정칠성 - 유영준 - 윤보선 - 이숙경 - 이숙종 - 박차정 | - 광주학생운동 - 조선여성동우회 - 이광수 - 김일엽 - 김명순 - 허헌 - 유각경 - 정종명 - 허정숙 - 박인덕 - 박순천 - 윤치호 - 임영신 - 차미리사 - 조신성 |

## 참고자료
- 조왕호 (2006년 3월 16일). 〈제2부 민족의 독립 운동 - 03. 나라 안에서 전개된 독립 운동〉. 《청소년을 위한 한국 근현대사》. 서울: 두리미디어. ISBN 897715149X.